# ISO 3166-2:UG
ISO 3166-2:UG é a entrada para Uganda no ISO 3166-2, parte do ISO 3166 padrão publicado pela International Organization for Standardization (ISO), que define códigos para os nomes das principais subdivisões (ex.:, províncias ou estados) de todos países código no ISO 3166-1.
Atualmente os códigos ISO 3166-2 para Uganda, são definidos por dois níveis de subdivisões:
- 4 regiões geográficas
- 80 distritos

Em 2010, Uganda estava dividido em 111 distritos e 1 conselho da cidade (a capital do país Kampala), mas os distritos recém-criados e conselho da cidade não estão listados.
Cada código é constituído por duas partes, separadas por um hífen. A primeira parte é  UG , o ISO 3166-1 alfa-2 código de Uganda. A segunda parte é uma das seguintes opções:
- Uma letra: regiões geográficas
- Três dígitos: distritos

Para os distritos, o primeiro dígito indica a região geográfica onde o distrito está:
- 1: Central
- 2: Leste
- 3: Norte
- 4: Oeste

## Códigos atuais
Os nomes de subdivisões são listados como no padrão ISO 3166-2 publicados pela Agência de Manutenção ISO 3166 (ISO 3166/MA).
Clique no botão no cabeçalho para ordenar cada coluna.

### Regiões geográficas
| Código | Nome da subdivisão |
| ------ | ------------------ |
| UG-C   | Central            |
| UG-E   | Leste              |
| UG-N   | Norte              |
| UG-W   | Oeste              |

### Distritos
| Código | Nome da subdivisão | Na região geográfica |
| ------ | ------------------ | -------------------- |
| UG-317 | Abim               | N                    |
| UG-301 | Adjumani           | N                    |
| UG-314 | Amolatar           | N                    |
| UG-216 | Amuria             | E                    |
| UG-319 | Amuru              | N                    |
| UG-302 | Apac               | N                    |
| UG-303 | Arua               | N                    |
| UG-217 | Budaka             | E                    |
| UG-223 | Bududa             | E                    |
| UG-201 | Bugiri             | E                    |
| UG-224 | Bukedea            | E                    |
| UG-218 | Bukwa              | E                    |
| UG-419 | Buliisa            | W                    |
| UG-401 | Bundibugyo         | W                    |
| UG-402 | Bushenyi           | W                    |
| UG-202 | Busia              | E                    |
| UG-219 | Butaleja           | E                    |
| UG-318 | Dokolo             | N                    |
| UG-304 | Gulu               | N                    |
| UG-403 | Hoima              | W                    |
| UG-416 | Ibanda             | W                    |
| UG-203 | Iganga             | E                    |
| UG-417 | Isingiro           | W                    |
| UG-204 | Jinja              | E                    |
| UG-315 | Kaabong            | N                    |
| UG-404 | Kabale             | W                    |
| UG-405 | Kabarole           | W                    |
| UG-213 | Kaberamaido        | E                    |
| UG-101 | Kalangala          | C                    |
| UG-220 | Kaliro             | E                    |
| UG-102 | Kampala            | C                    |
| UG-205 | Kamuli             | E                    |
| UG-413 | Kamwenge           | W                    |
| UG-414 | Kanungu            | W                    |
| UG-206 | Kapchorwa          | E                    |
| UG-406 | Kasese             | W                    |
| UG-207 | Katakwi            | E                    |
| UG-112 | Kayunga            | C                    |
| UG-407 | Kibaale            | W                    |
| UG-103 | Kiboga             | C                    |
| UG-418 | Kiruhura           | W                    |
| UG-408 | Kisoro             | W                    |
| UG-305 | Kitgum             | N                    |
| UG-316 | Koboko             | N                    |
| UG-306 | Kotido             | N                    |
| UG-208 | Kumi               | E                    |
| UG-415 | Kyenjojo           | W                    |
| UG-307 | Lira               | N                    |
| UG-104 | Luwero             | C                    |
| UG-116 | Lyantonde          | C                    |
| UG-221 | Manafwa            | E                    |
| UG-320 | Maracha            | N                    |
| UG-105 | Masaka             | C                    |
| UG-409 | Masindi            | W                    |
| UG-214 | Mayuge             | E                    |
| UG-209 | Mbale              | E                    |
| UG-410 | Mbarara            | W                    |
| UG-114 | Mityana            | C                    |
| UG-308 | Moroto             | N                    |
| UG-309 | Moyo               | N                    |
| UG-106 | Mpigi              | C                    |
| UG-107 | Mubende            | C                    |
| UG-108 | Mukono             | C                    |
| UG-311 | Nakapiripirit      | N                    |
| UG-115 | Nakaseke           | C                    |
| UG-109 | Nakasongola        | C                    |
| UG-222 | Namutumba          | E                    |
| UG-310 | Nebbi              | N                    |
| UG-411 | Ntungamo           | W                    |
| UG-321 | Oyam               | N                    |
| UG-312 | Pader              | N                    |
| UG-210 | Pallisa            | E                    |
| UG-110 | Rakai              | C                    |
| UG-412 | Rukungiri          | W                    |
| UG-111 | Sembabule          | C                    |
| UG-215 | Sironko            | E                    |
| UG-211 | Soroti             | E                    |
| UG-212 | Tororo             | E                    |
| UG-113 | Wakiso             | C                    |
| UG-313 | Yumbe              | N                    |

## Mudanças
As seguintes alterações à entrada foram anunciadas em boletins pela ISO 3166/MA desde a primeira publicação da ISO 3166-2, em 1998:
| Boletim informativo | Data de emissão                    | Descrição da mudança no boletim                                                                                      | Código/Subdivisão alterada |
| ------------------- | ---------------------------------- | --- | --- |
| Boletim I-3         | 2002-08-20                         | Adição de seis novos distritos                                                                                       | Subdivisões adicionadas: UG-AJM Adjumani UG-BUG Bugiri UG-BUA Busia UG-KAT Katakwi UG-NAK Nakasongola UG-SEM Sembabule |
| Boletim I-5         | 2003-09-05                         | Adição de 11 novos distritos. Fonte lista atualizada. Fonte código atualizado                                        | Subdivisões adicionadas: UG-213 Kaberamaido UG-413 Kamwenge UG-414 Kanungu UG-112 Kayunga UG-415 Kyenjojo UG-214 Mayuge UG-311 Nakapiripirit UG-312 Pader UG-215 Sironko UG-113 Wakiso UG-313 Yumbe Códigos: formato alterado (ver abaixo)                                                                                                |
| Boletim I-9         | 2007-11-28                         | Adição de divisões administrativas e seus códigos                                                                    | Subdivisões adicionadas: UG-317 Abim UG-314 Amolatar UG-216 Amuria UG-319 Amuru UG-217 Budaka UG-218 Bukwa UG-419 Bulisa UG-219 Butaleja UG-318 Dokolo UG-416 Ibanda UG-417 Isingiro UG-315 Kaabong UG-220 Kaliro UG-418 Kiruhura UG-316 Koboko UG-221 Manafwa UG-320 Maracha UG-114 Mityana UG-115 Nakaseke UG-222 Namutumba UG-321 Oyam |
| Boletim II-1        | 2010-02-03 (corrigidos 2010-02-19) | Adição do indicativo de país como o primeiro elemento do código, atualização administrativa, re-ordenação alfabética | Subdivisões adicionadas: UG-223 Bududa UG-224 Bukedea UG-116 Lyantonde |

### Códigos alterados no Boletim I-5
| Antes  | Depois | Nome da subdivisão |
| ------ | ------ | ------------------ |
| UG-AJM | UG-301 | Adjumani           |
| UG-APA | UG-302 | Apac               |
| UG-ARU | UG-303 | Arua               |
| UG-BUG | UG-201 | Bugiri             |
| UG-BUN | UG-401 | Bundibugyo         |
| UG-BUS | UG-402 | Bushenyi           |
| UG-BUA | UG-202 | Busia              |
| UG-GUL | UG-304 | Gulu               |
| UG-HOI | UG-403 | Hoima              |
| UG-IGA | UG-203 | Iganga             |
| UG-JIN | UG-204 | Jinja              |
| UG-KBL | UG-404 | Kabale             |
| UG-KBR | UG-405 | Kabarole           |
| UG-KLG | UG-101 | Kalangala          |
| UG-KLA | UG-102 | Kampala            |
| UG-KLI | UG-205 | Kamuli             |
| UG-KAP | UG-206 | Kapchorwa          |
| UG-KAS | UG-406 | Kasese             |
| UG-KAT | UG-207 | Katakwi            |
| UG-KLE | UG-407 | Kibaale            |
| UG-KIB | UG-103 | Kiboga             |
| UG-KIS | UG-408 | Kisoro             |
| UG-KIT | UG-305 | Kitgum             |
| UG-KOT | UG-306 | Kotido             |
| UG-KUM | UG-208 | Kumi               |
| UG-LIR | UG-307 | Lira               |
| UG-LUW | UG-104 | Luwero             |
| UG-MSK | UG-105 | Masaka             |
| UG-MSI | UG-409 | Masindi            |
| UG-MBL | UG-209 | Mbale              |
| UG-MBR | UG-410 | Mbarara            |
| UG-MOR | UG-308 | Moroto             |
| UG-MOY | UG-309 | Moyo               |
| UG-MPI | UG-106 | Mpigi              |
| UG-MUB | UG-107 | Mubende            |
| UG-MUK | UG-108 | Mukono             |
| UG-NAK | UG-109 | Nakasongola        |
| UG-NEB | UG-310 | Nebbi              |
| UG-NTU | UG-411 | Ntungamo           |
| UG-PAL | UG-210 | Pallisa            |
| UG-RAK | UG-110 | Rakai              |
| UG-RUK | UG-412 | Rukungiri          |
| UG-SEM | UG-111 | Sembabule          |
| UG-SOR | UG-211 | Soroti             |
| UG-TOR | UG-212 | Tororo             |